# Tomba de fossa

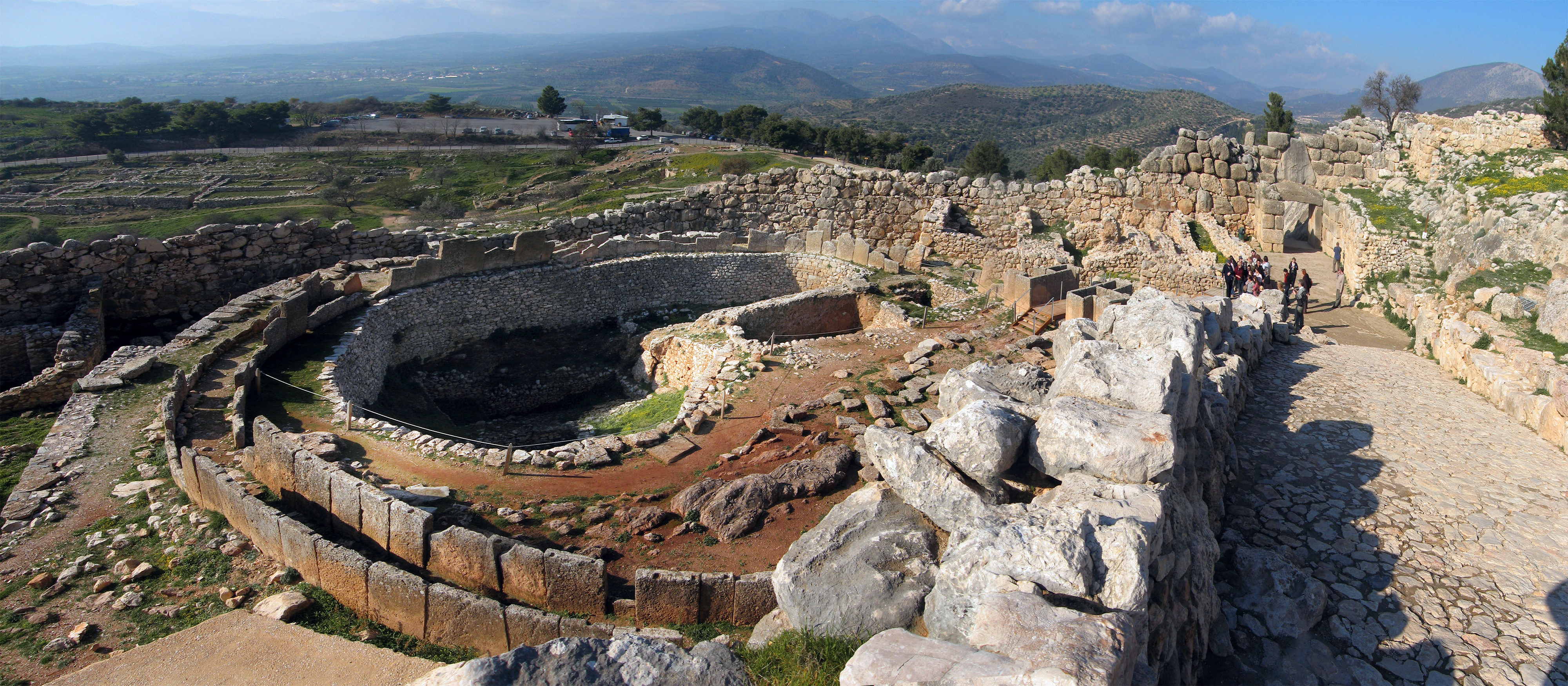
Tomba de fossa del cercle de tombes A d'època micènica (s. XVI ae) a Argòlida, Grècia

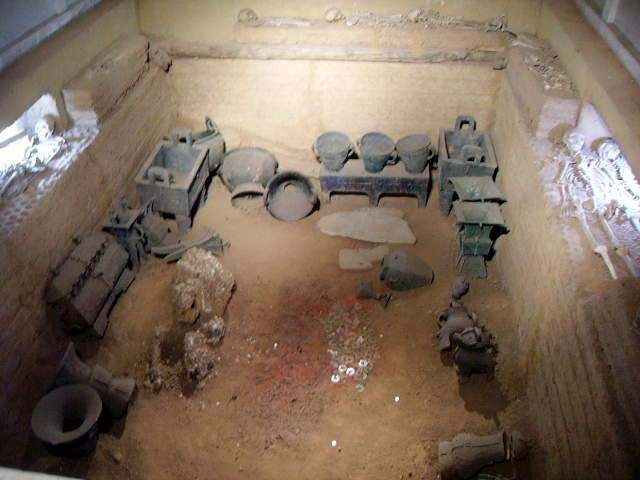
Tomba de fossa, la tomba de Fu Hao, dinastia Shang (1200 ae) a Anyang, província d'Henan, Xina

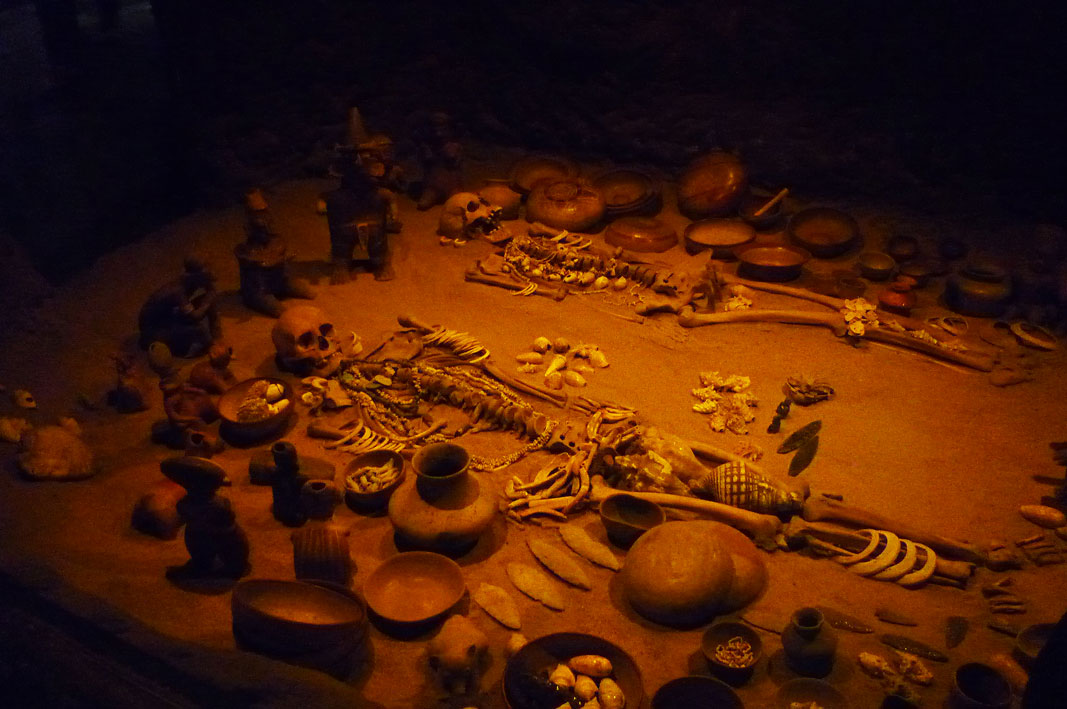
Tomba de fossa de la tradició de les tombes de tir a l'oest de Mèxic (300 ae i 400 de) al Museu Nacional d'Antropologia de Mèxic

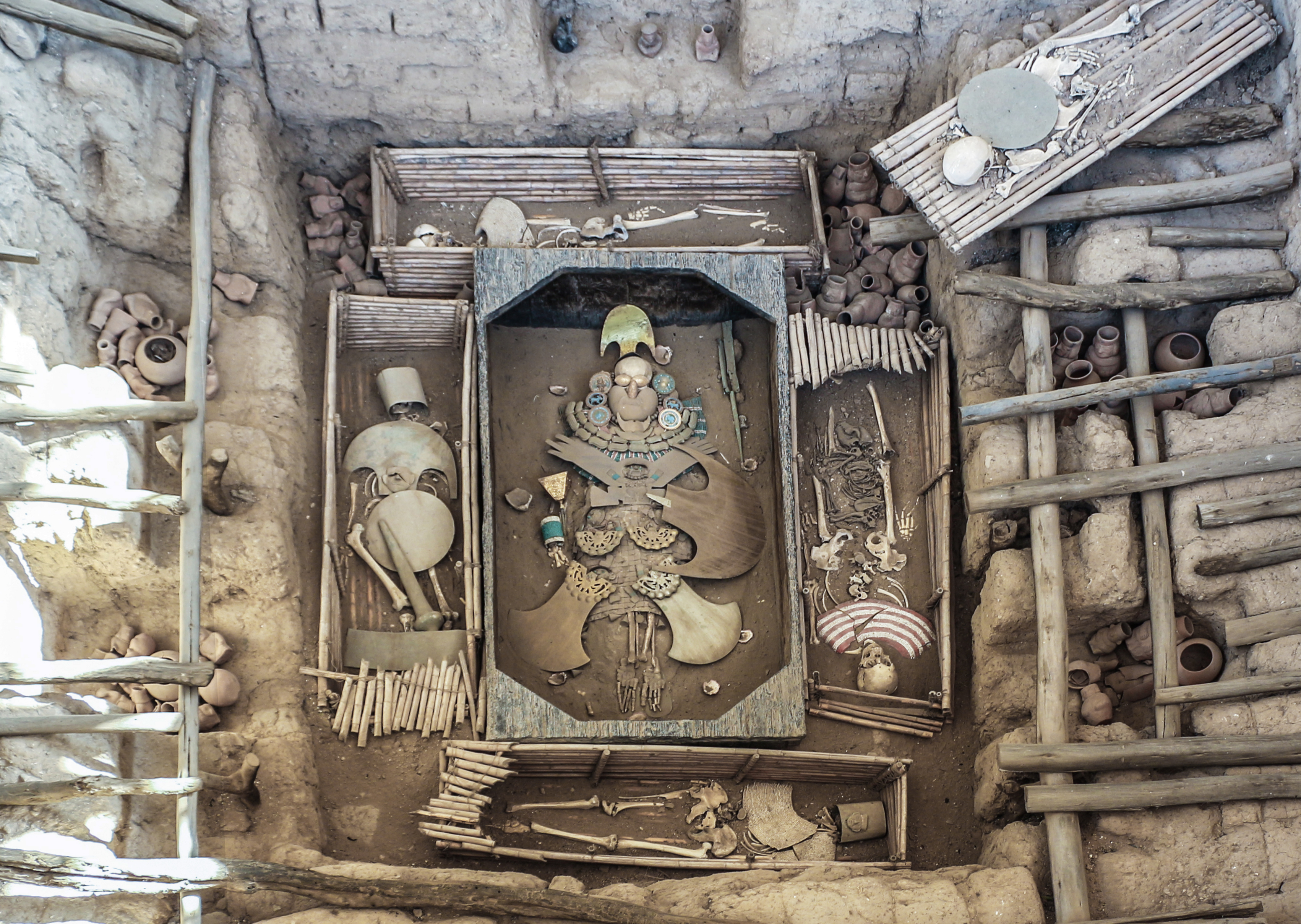
Tomba de fossa del Senyor de Sipán (s. III) de l'intermedi primerenc a Huaca Rajada, Saña, Perú

Una tomba de fossa o tomba de pou és un tipus d'enterrament format a partir d'una fossa fonda i estreta perforada en roca natural. Els cossos se'n col·loquen al fons. Un grup relacionat de tombes de cambra i tombes de fossa incorpora també una petita habitació o habitacions tallades lateralment a la base de la fossa per a col·locar-hi els morts. Aquestes tombes se solien agrupar, fora de les ciutats, en petits cementeris limitats en forma circular per pedres clavades a terra.
La pràctica d'excavar tombes de fossa fou molt estesa, però els exemples més famosos són les de Micenes a Grècia, els anomenats cercles de tombes (A i B) que daten del 1650 ae i 1500 ae, associats a l'arribada dels grecs a l'Egeu (en alguns casos, amb una segona onada d'arribada de grecs, amb una migració protogrega durant els s. XXIII i XXII ae, al principi de l'horitzó hel·làdic antic III). Aquestes tombes de fossa tenien al voltant de 4 m de fondària, amb els morts col·locats en cistes al fons, juntament amb un ric aixovar funerari. La posició de la fossa s'indicava de vegades amb una estela de pedra.